# Perilla teres
Perilla teres là một loài nhện trong họ Araneidae.
Loài này thuộc chi Perilla. Perilla teres được Tord Tamerlan Teodor Thorell miêu tả năm 1895.